# Туманово (Алтайский край)
Туманово — село в Солонешенском районе Алтайского края России, административный центр Тумановского сельсовета. Расположено на реке Караме в 24 км от села Солонешного.

## История

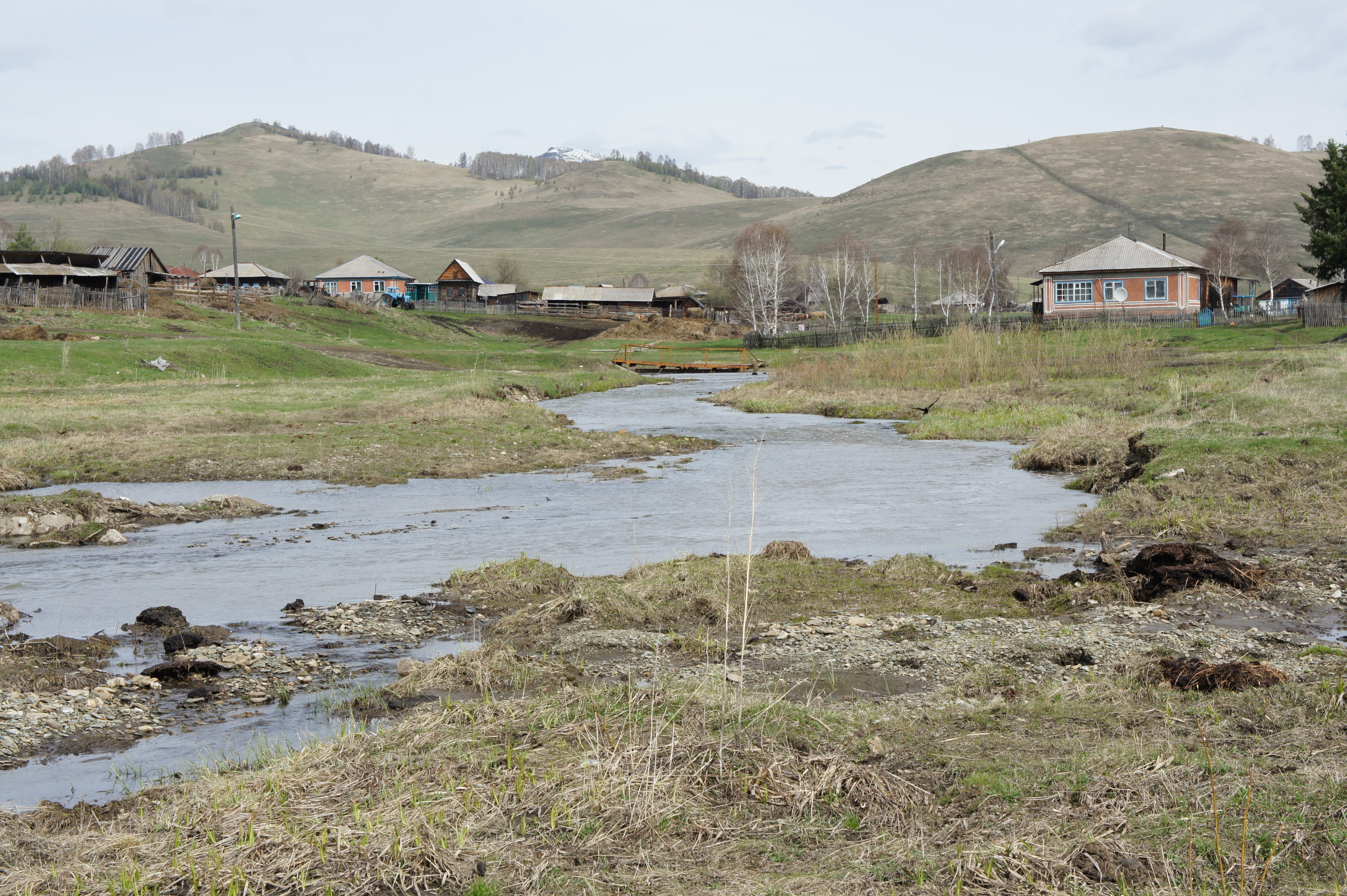
Туманово в мае 2013 года

Село возникло в 1857 году, в 1858 году численность мужского населения села составила 40 человек, а к 1882 году эта цифра увеличилась до 70 человек, в селе насчитывалось 36 дворов. По результатам переписи 1917 года в Туманове имелось 126 хозяйств и 844 жителя. Основная масса жителей (63 %) являлись переселенцами из Томской, Тобольской и Пермской губерний.
Первыми поселенцами были жители предгорных сёл с территории современного Петропавловского района, носивших фамилии Пушкаревы, Аксеновы, Сысоевы, Пичугины. Большей частью это были старообрядцы, старавшиеся путём переселения в малоосвоенные местности сохранить свою веру и традиционный образ жизни. Местная община стариковцев-часовенных распространяла своё влияние далеко на юго-восток, на населённые пункты Горного Алтая, куда члены Тумановской общины периодически выселялись и образовывали новые религиозные общины своего согласия..
Поселенцы занимались в основном скотоводством и земледелием.

## Население
| 1926 | 1997 | 1998 | 1999 | 2000 | 2001 | 2002 | 2003 | 2004 |
| ---- | ---- | ---- | ---- | ---- | ---- | ---- | ---- | ---- |
| 981  | ↘740 | ↘739 | ↘735 | ↘728 | ↘718 | ↘698 | ↘663 | ↗713 |
| 2005 | 2006 | 2007 | 2008 | 2009 | 2010 | 2011 | 2012 | 2013 |
| ↘693 | ↘676 | ↘658 | →658 | ↘633 | ↘567 | ↘558 | ↘537 | ↘521 |

## Объекты социальной сферы
В селе имеется  муниципальная средняя общеобразовательная школа.